# Георг фон Шьонбург-Валденбург
Георг фон Шьонбург-Валденбург (на немски: Georg Prinz von Schönburg-Waldenburg; * 1 август 1828, Валденбург; † 29 октомври 1900, Хермсдорф при Дрезден) е принц, саксонски генерал на кавалерията и генерал-адютант на краля на Саксония.

## Произход и наследство
Той е син, седмото дете, на 2. княз Ото Виктор I фон Шьонбург (1785 – 1859) и съпругата му принцеса Текла фон Шварцбург-Рудолщат (1795 – 1861), дъщеря на княз Лудвиг Фридрих фон Шварцбург-Рудолщат (1767 – 1807) и ландграфиня Каролина фон Хесен-Хомбург (1771 – 1854). Брат е на Ото Фридрих (1819 – 1893), 3. княз на Шьонбург, Хуго (1822 – 1897), пруски генерал на инфантерията, и Карл Ернст (1836 – 1915), господар на Гауерниц при Майсен и Шварценбах.
От 1865 г. принц Георг фон Шьонбург-Валденбург е собственик на дворец Хермсдорф.
Клоновете Шьонбург-Валденбург, Шьонбург-Хартенщайн съществуват до днес като Шьонбург-Глаухау.

## Фамилия
Георг Херман се жени на 7 октомври 1862 г. в Реда за принцеса Луиза Аделхайд Каролина Александрина Анна Мария Елизабет Филипина фон Бентхайм-Текленбург (* 7 февруари 1844, Реда; † 1 февруари 1922, дворец Гутеборн), внучка на княз Емил Фридрих Карл фон Бентхайм-Текленбург (1765 – 1837), дъщеря на пруския генерал-лейтенант принц Адолф фон Бентхайм-Текленбург-Реда (1804 – 1874) и принцеса Анна Каролина Луиза Аделхайд Ройс-Шлайц-Гера (1822 – 1902). Те имат три деца:
- Херман фон Шьонбург-Валденбург (* 9 януари 1865, Лайпциг; † 20 октомври 1943, Хермсдорф), дипломат, господар на Хермсдорф, Грюнберг и Шнееберг, женен на 5 юли 1912 г. в Берлин за фрау Текла фон Ротенберг (* 28 март 1862, Фюрстенау; † 26 януари 1941, Хермсдорф), дъщеря на граф Адалберт фон Ербах-Фюрстенау (1828 – 1867) и Шарлота Виленбухер, фрау фон Ротенберг (1839 – 1913); няма деца
- Улрих Георг фон Шьонбург-Валденбург (* 25 август 1869, Хермсдорф; † 1 декември 1939, Гутеборн), господар на дворец Гутеборн, женен на 24 февруари 1900 г. във Франкфурт на Майн за принцеса Паулина Амалия Адела фон Льовенщайн-Вертхайм-Фройденберг (* 16 октомври 1881, Хайделберг; † 24 април 1945, Милтиц, Саксония), дъщеря на принц Алфред фон Льовенщайн-Вертхайм-Фройденберг (1855 – 1925) и графиня Паулина фон Райхенбах-Лесонитц (1858 – 1927); има пет деца
- Анна Луиза фон Шьонбург-Валденбург (* 19 февруари 1871, Хермсдорф; † 7 ноември 1951, дворец Зондерсхаузен), омъжена на 9 декември 1891 г. в Рудолщат за първия ѝ братовчед княз Гюнтер Виктор фон Шварцбург-Рудолщат (* 21 август 1852; † 16 април 1925), син на фелдмаршал-лейтенант принц Адолф фон Шварцбург-Рудолщат (1801 – 1875) и принцеса Матилда фон Шьонбург-Валденбург (1826 – 1914), дъщеря на княз Ото Виктор I фон Шьонбург (1785 – 1859) и принцеса Текла фон Шварцбург-Рудолщат (1795 – 1861); няма деца.